# Hydrophis platurus
Gulmagad havsorm (Hydrophis platurus) är en ormart som beskrevs av Linné 1766. Hydrophis platurus ingår i släktet Hydrophis och familjen giftsnokar och underfamiljen havsormar. IUCN kategoriserar arten globalt som livskraftig. Inga underarter finns listade i Catalogue of Life.
Hydrophis platurus är mycket giftig och lever från Indiska oceanen till Mellan- och Sydamerika. Ormens kropp är hoptryckt från sidorna med en välavgränsad, tillplattad stjärt. Översidan är svart, undersidan gulvit.  Honor är vanligen 88 cm långa, inklusive en 9 cm lång svans. Hannar är med en absolut kroppslängd av 72 cm och en svanslängd av 8 cm lite mindre. Enskilda exemplar kan bli 113 cm långa. Oberoende av det svenska namnet kan undersidan vara brunaktig. Det kan även finnas svarta fläckar på undersidan eller den ljusa färgen når upp till ovansidan.
Denna havsorm vistas i tropiska och subtropiska områden. Den håller till nära kusten.
Gulmagad havsorm är aktiv på dagen och den vilar under natten på havets botten. Med mer eller mindre jämna mellanrum kommer den upp till vattenytan för andning. Det kan ligga 1,5 till 3,5 timmar mellan två andhämtningar. Arten har i viss mån förmåga att uppta syre från vattnet genom huden. Saltet från havsvattnet avsöndrar den med hjälp av en körtel som ligger under tungan. Denna havsorm rör sig oftast med hjälp av havsströmmar men när den använder sin tillplattade svans som paddel når den större hastigheter. När ormen hamnar på stranden är den ganska hjälplös.
Födan utgörs främst av fiskar. Honan föder 5 till 6 månader efter parningen upp till 10 levande ungar per (ovovivipari) kull. Individer i fångenskap blev lite över 2 år gamla.